# سنگ‌نوشته‌های هخامنشیان

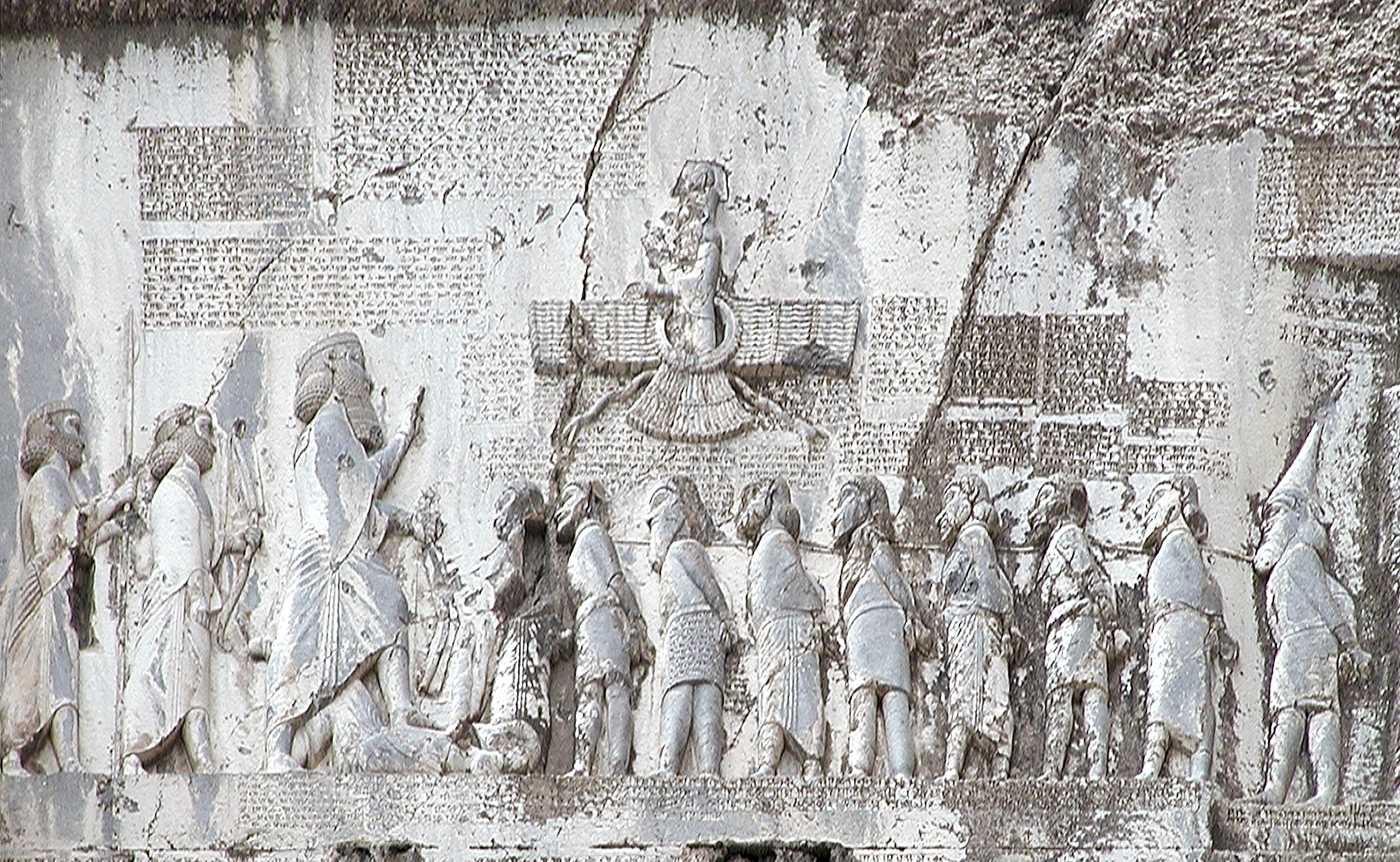
سنگ‌نوشتهٔ بیستون، طولانی‌ترین و شاید معروف‌ترین سنگ‌نوشتهٔ هخامنشی.

سنگ‌نوشته‌های هخامنشی، سنگ‌نوشته‌هایی به خط میخی و بازمانده از سده‌های چهارم تا ششمِ پیش از میلاد (از سلطنت کوروش دوم تا اردشیر سوم) هستند. این سنگ‌نوشته‌ها افزون‌بر بایگانیِ اداری تخت جمشید و دیگر یافته‌های باستان‌شناختی از منابع دست‌اول در نگارش تاریخ امپراتوری هخامنشیان هستند هرچند مورخان در این اَمر بیشتر به گزارش‌های یونانی (مانند هرودوت) وابسته‌اند.
سنگ‌نوشته‌های هخامنشی با نمونه‌های آشوری و بابلیِ پیشینش از نظر چندزبانگی و شیوه‌های بلاغی متفاوت‌اند. کتیبه‌های هخامنشی سه‌زبانه هستند؛ به زبان‌های فارسی باستان، عیلامی و بابلی و از دو خط (میخیِ بابلی و میخیِ عیلامی که دو مُدل از یک نوع خط هستند) بهره برده‌اند. نوشته‌ای که به فارسی باستان است موقعیتِ ممتاز در سنگ‌نوشته‌ها را دارد: در بالا اگر سنگ‌نوشته به‌صورت عمودی است و در وسط اگر به‌صورت افقی است.
رمزگشایی و خوانشِ خط میخی، ابتدا با سنگ‌نوشته‌های تخت جمشید آغاز و با سنگ‌نوشتهٔ بیستون تکمیل شد. پژوهشگران ابتدا خطِ میخیِ فارسیِ باستان را رمزگشایی کردند و سپس نسخه‌های عیلامی و بابلی را براساس آن خواندند.

## سنگ‌نوشته‌ها
سنگ‌نوشته‌های سه‌زبانه، وضعیت چندقومیتیِ امپراتوری را می‌نمایانند: زبان فارسی باستان یک زبان هندواروپایی است، زبان بابلی یک زبان سامی است و زبان عیلامی هم یک زبان مجزا است. سه نسخهٔ این سنگ‌نوشته‌های سه‌زبانه، ترجمهٔ دقیقِ یکدیگر نیستند. گاهی عباراتی در یکی از نسخه‌های هستند که در دو نسخهٔ دیگر نیستند. همچنین هنگامی که متون به افراد مشخصی اشاره می‌کنند، تفاوت‌هایی در جزئیات دیده می‌شود: نسخهٔ فارسی باستانی اغلب در توصیفِ حاکمان، نسخهٔ عیلامی در توصیفِ مکان‌ها و نسخهٔ بابلی در توصیفِ مردمانِ تابع به کار می‌روند که نمایانندهٔ ارتباط هر یک از این زبان‌ها با طبقات اجتماعیِ گویشورشان است.
برخی سنگ‌نوشته‌های هخامنشی مانندِ سنگ یادبودی که در نزدیکیِ کانال سوئز پیدا شد به خط هیروگلیف مصری نوشته شده‌اند. دیگر متونِ به هیروگلیف بر سفال‌ها و کوزه‌هایی یافت شدند که احتمالاً در مصر ساخته شده بوده‌اند اما در شوش و تخت جمشید و بابل کشف شدند. مجسمه‌ای از داریوش یکم هم در مصر ساخته شده بوده‌است اما به شوش برده شده بوده‌است.
غیبتِ «زبان آرامی امپراتوری» (Imperial Aramaic) با توجه به آنکه در دوره‌های بعدی زبان رسمی بود، قابل توجه است. بر روی چند شیءِ هخامنشی مانند مُهر و وزنه و سکه، علامت‌های مجزای آرامی دیده می‌شود. تنها نوشتهٔ آرامیِ هخامنشی به نام پاپیروس بیستون در الفانتینِ مصر علیا پیدا شد که ترجمه‌ای از سنگ‌نوشتهٔ بیستون بود.
در ۱۹۵۸ ریچارد هلک آماری از شمار و طولِ نوشته‌های عیلامی در سنگ‌نوشته‌های هخامنشی به دست داد. سنگ‌نوشتهٔ بیستون طولانی‌ترین سنگ‌نوشته است درحالی که دیگر سنگ‌نوشته‌ها، کوتاه‌تر و تکراری‌ترند. ۴۴ متن عیلامی مربوط به سلطنت داریوش یکم، ۱۳ متن عیلامی مربوط به سلطنت خشایارشا یکم و یکی ۷ متن عیلامی هم مربوط به هر کدام از سلطنت‌های اردشیر یکم و اردشیر دوم اند. تنها دو سنگ‌نوشتهٔ عیلامیِ CMa و CMc مربوط به دوران سلطنت کوروش کبیر هستند.
بیشتر سنگ‌نوشته‌های هخامنشی در منطقهٔ مادریِ امپراتوری (پاسارگاد، تخت جمشید، نقش رستم) و شمارِ کمتری در دیگر نقاطِ امپراتوری (شوش، بیستون، گنج‌نامه، بابل) کشف شده‌اند. از معدود سنگ‌نوشته‌های بیرون از ایران، سنگ‌نوشتهٔ خشایارشا در ترکیه و چند سنگ‌نوشتهٔ از زمان کوروش بزرگ است.
بیشتر نوشته‌ها بر روی بناها و مجسمه‌های سلطنتی هستند و نقوشِ بسیاری تکراری‌اند. سنگ‌نوشته‌های داریوش بزرگ توسطِ جانشیناتش تقلید شدند. پژوهشگران باور دارند که این پدیده به‌جهتِ تأکید بر استمرار و تداوم امپراتوری بوده‌است.

### فهرست سنگ‌نوشته‌ها
قاعدهٔ نام‌گذاریِ سنگ‌نوشته‌های هخامنشی ابتدا توسط رولاند کنت در سال ۱۹۵۳ ارائه شد و بعدها توسط مانفرد مایرهوفر، علیرضا شاپور شهبازی و رودیگر اشمیت بسط یافت.
حرف نخستِ نامِ مخففی که برای سنگ‌نوشته‌ها برگزیده می‌شود، حرفِ نخستِ نامِ پادشاهی است که در سنگ‌نوشته بیشتر به او اشاره شده، حرف دوم مربوط به مکانِ کشفِ سنگ‌نوشته‌است و حرف سوم نیز توسط پژوهشگران برای ایجاد تمایز میانِ سنگ‌نوشته‌هایی است که در یک مکان کشف شده‌اند.
در کتاب کتیبه‌های هخامنشی، نوشتهٔ پیر لوکوک (Pierre Lecoq) فهرست سنگ‌نوشته‌های هخامنشی این گونه آمده‌است:
- سنگ‌نوشتهٔ کوروش بزرگ در پاسارگاد (CMa)
- سنگ‌نوشتهٔ داریوش بزرگ در بیستون
- سنگ‌نوشتهٔ داریوش بزرگ در پارسه (DPa)
- سنگ‌نوشتهٔ داریوش بزرگ در شوش (DSe)
- سنگ‌نوشتهٔ داریوش بزرگ در شوش (DSf)
- سنگ‌نوشتهٔ داریوش بزرگ در شوش (DSj)
- سنگ‌نوشتهٔ داریوش بزرگ در شوش (DSs)
- سنگ‌نوشتهٔ داریوش بزرگ در نقش رستم (DNa)
- سنگ‌نوشتهٔ داریوش بزرگ در نقش رستم (DNb)
- سنگ‌نوشتهٔ داریوش بزرگ در سو اِز (DZc)
- کتیبهٔ داریوش بزرگ در کاخ آپادانای شوش
- سنگ‌نوشتهٔ اردشیر در شوش (A2Sa)
- سنگ‌نوشتهٔ خشایارشا در پارسه (XPa)
- سنگ‌نوشتهٔ خشایارشا در پارسه (XPb)
- سنگ‌نوشتهٔ خشایارشا در پارسه (XPc)
- سنگ‌نوشتهٔ خشایارشا در پارسه (XPd)
- سنگ‌نوشتهٔ خشایارشا در پارسه (XPe)
- سنگ‌نوشتهٔ خشایارشا در پارسه (XPf)
- سنگ‌نوشتهٔ خشایارشا در پارسه (XPg)
- سنگ‌نوشتهٔ خشایارشا در پارسه (XPh)
- سنگ‌نبشتهٔ خشایارشا در شوش (xsb)
- سنگ‌نبشتهٔ خشایارشا در شوش (xsc)
- سنگ‌نبشتهٔ خشایارشا در شوش (xsd)
- کتیبهٔ سه زبانه خشایارشا در ترکیه
- کتیبهٔ داریوش دوم در شوش (D2sa)
- کتیبهٔ داریوش دوم در شوش (D2sb)
- کتیبهٔ داریوش دوم در شوش (D2sc)
- کتیبهٔ اردشیر دوم در همدان (A2Ha)
- کتیبهٔ اردشیر دوم در همدان (A2Hb)
- کتیبهٔ اردشیر دوم در همدان (A2Hc)
- کتیبهٔ اردشیر دوم در تخت جمشید (A2Pa)
- کتیبهٔ اردشیر دوم در شوش (A2sa)
- کتیبهٔ اردشیر دوم در شوش (A2sb)
- کتیبهٔ اردشیر دوم در شوش (A2sc)
- کتیبهٔ اردشیر دوم در شوش (A2sd)
- کتیبهٔ اردشیر سوم در تخت جمشید (A3pa)

| زبان‌ها    | زبان‌ها                             | داریوش بزرگ | خشایارشا یکم | اردشیر یکم | داریوش دوم | اردشیر دوم | اردشیر سوم | کُل  |
| زبان‌ها    | زبان‌ها                             | D           | X            | A          | D2         | A2         | A3         |     |
| --------- | ---------------------------------- | ----------- | ------------ | ---------- | ---------- | ---------- | ---------- | --- |
| چهارزبانه | فارسی باستانی، بابلی، عیلامی، مصری | ۱           | ۱۵           | ۵          |            |            |            | ۲۱  |
| سه‌زبانه   | فارسی باستانی، بابلی، عیلامی       | ۶۲          | ۲۴           | ۱          | ۱          | ۴          | ۱          | ۹۳  |
| دوزَبانه   | فارسی باستانی، عیلامی              | ۴           |              |            |            |            |            | ۴   |
| دوزَبانه   | فارسی باستانی، بابلی               |             | ۱            | ۱          |            |            |            | ۲   |
| تک‌زبانه   | فارسی باستانی                      | ۱۸          | ۱۰           | ۲          | ۴          | ۶          | ۳          | ۴۳  |
| تک‌زبانه   | بابلی                              | ۴           | ۲            | ۱          |            |            | ۱          | ۸   |
| تک‌زبانه   | عیلامی                             | ۳           |              |            |            | ۴          |            | ۷   |
| تک‌زبانه   | آرامی                              | ۱           |              |            |            |            |            | ۱   |
|           |                                    | ۹۳          | ۵۲           | ۱۰         | ۵          | ۱۴         | ۵          | ۱۷۹ |

| Name           | پادشاه       | تاریخ کشف | مکان کشف                             | زبان                              | انتشار |
| -------------- | ------------ | --------- | ------------------------------------ | --------------------------------- | ------ |
| AmHa           | آریارامنس    | ۱۹۳۰      | همدان                                | فارسی باستان                      | [ ۱۰ ] |
| AsHa           | آرسامس       | ۱۹۲۰      | همدان                                | فارسی باستان                      | [ ۱۱ ] |
| Cyrus A        | کوروش دوم    | ۱۸۵۰      | اوروک                                | بابلی                             | [ ۱۲ ] |
| Cyrus B        | کوروش دوم    | ۱۹۲۳      | اور                                  | بابلی                             | [ ۱۳ ] |
| استوانهٔ کوروش  | کوروش دوم    | ۱۸۷۹      | بابل                                 | بابلی                             | [ ۱۴ ] |
| CMa            | کوروش دوم    | ۱۸۱۲      | پاسارگاد                             | فارسی باستان، عیلامی، بابلی       | [ ۱۵ ] |
| CMb            | کوروش دوم    | ۱۹۲۸      | پاسارگاد                             | فارسی باستان، عیلامی، بابلی       | [ ۱۶ ] |
| CMc            | کوروش دوم    | ۱۹۲۸      | پاسارگاد                             | فارسی باستان، عیلامی، بابلی       | [ ۱۷ ] |
| سنگ‌نوشتهٔ زندان | کوروش دوم    | ۱۹۵۲      | پاسارگاد                             | فارسی باستان، عیلامی              | [ ۱۸ ] |
| CM-Fragment    | کوروش دوم    | ۱۹۶۱–۱۹۶۳ | پاسارگاد                             | فارسی باستان                      | [ ۱۹ ] |
| DB             | داریوش یکم   | ۱۸۳۵      | بیستون                               | فارسی باستان، عیلامی، بابلی       | [ ۲۰ ] |
| DB Aram        | داریوش یکم   | ۱۹۰۶–۱۹۰۸ | الفانتین                             | آرامی                             | [ ۲۱ ] |
| DEa            | داریوش یکم   | ۱۸۵۱–۱۸۵۴ | کوهستان الوند                        | فارسی باستان، عیلامی، بابلی       | [ ۲۲ ] |
| DHa            | داریوش یکم   | ۱۹۲۶      | همدان                                | فارسی باستان، عیلامی، بابلی       | [ ۲۳ ] |
| DNa            | داریوش یکم   | ۱۸۴۳      | نقش رستم                             | فارسی باستان، عیلامی، بابلی       | [ ۲۴ ] |
| DNb            | داریوش یکم   | ۱۸۴۳      | نقش رستم                             | فارسی باستان، عیلامی، بابلی       | [ ۲۵ ] |
| DNc            | داریوش یکم   | ۱۸۴۸      | نقش رستم                             | فارسی باستان، عیلامی، بابلی       | [ ۲۶ ] |
| DNd            | داریوش یکم   | ۱۸۴۸      | نقش رستم فارسی باستان، عیلامی، بابلی | [ ۲۷ ]                            |        |
| DNe            | داریوش یکم   | ۱۸۴۸      | نقش رستم                             | فارسی باستان، عیلامی، بابلی       | [ ۲۸ ] |
| DNf            | داریوش یکم   | ۲۰۰۱      | نقش رستم                             | فارسی باستان، عیلامی، بابلی       | [ ۲۹ ] |
| DPa            | داریوش یکم   | ۱۷۳۷      | تخت جمشید                            | فارسی باستان، عیلامی، بابلی       | [ ۳۰ ] |
| DPb            | داریوش یکم   | ۱۷۰۴      | تخت جمشید                            | فارسی باستان، عیلامی، بابلی       | [ ۳۱ ] |
| DPc            | داریوش یکم   | ۱۶۶۴–۱۶۷۰ | تخت جمشید                            | فارسی باستان، عیلامی، بابلی       | [ ۳۲ ] |
| DPd            | داریوش یکم   | ۱۷۷۴–۱۷۷۸ | تخت جمشید                            | فارسی باستان                      | [ ۳۳ ] |
| DPe            | داریوش یکم   | ۱۷۷۴–۱۷۷۸ | تخت جمشید                            | فارسی باستان                      | [ ۳۴ ] |
| DPf            | داریوش یکم   | ۱۷۷۴–۱۷۷۸ | تخت جمشید                            | عیلامی                            | [ ۳۵ ] |
| DPg            | داریوش یکم   | ۱۷۷۴–۱۷۷۸ | تخت جمشید                            | بابلی                             | [ ۳۶ ] |
| DPh            | داریوش یکم   | ۱۹۳۳      | تخت جمشید                            | فارسی باستان، عیلامی، بابلی       | [ ۳۷ ] |
| DSaa           | داریوش یکم   | ۱۹۶۹/۱۹۷۰ | شوش                                  | بابلی                             | [ ۳۸ ] |
| DSab           | داریوش یکم   | ۱۹۷۲      | شوش                                  | فارسی باستان، عیلامی، بابلی، مصری | [ ۳۹ ] |
| DSf            | داریوش یکم   | ۱۹۰۰      | شوش                                  | فارسی باستان، عیلامی، بابلی       | [ ۴۰ ] |
| DSq            | داریوش یکم   | ۱۹۲۹      | شوش                                  | فارسی باستان                      | [ ۴۱ ] |
| DSz            | داریوش یکم   | ۱۹۶۹/۱۹۷۰ | شوش                                  | عیلامی                            | [ ۴۲ ] |
| XEa            | خشایارشا یکم | ۱۸۵۱–۱۸۵۴ | کوهستان الوند                        | فارسی باستان، عیلامی، بابلی       | [ ۴۳ ] |
| XPa            | خشایارشا یکم | ۱۸۳۹      | تخت جمشید                            | فارسی باستان، عیلامی، بابلی       | [ ۴۴ ] |
| XPb            | خشایارشا یکم | ۱۷۱۱      | تخت جمشید                            | فارسی باستان، عیلامی، بابلی       | [ ۴۵ ] |
| XPc            | خشایارشا یکم | ۱۷۱۱      | تخت جمشید                            | فارسی باستان، عیلامی، بابلی       | [ ۴۶ ] |
| XPd            | خشایارشا یکم | ۱۸۵۱–۱۸۵۴ | تخت جمشید                            | فارسی باستان، عیلامی، بابلی       | [ ۴۷ ] |
| XVa            | خشایارشا یکم | ۱۸۲۷      | وان                                  | فارسی باستان، عیلامی، بابلی       | [ ۴۸ ] |
|                | اردشیر یکم   |           |                                      |                                   |        |
|                | داریوش دوم   |           |                                      |                                   |        |
| A2Ha           | اردشیر دوم   | ۱۸۸۶      | همدان                                | فارسی باستان، عیلامی، بابلی       | [ ۴۹ ] |
| A2Hb           | اردشیر دوم   | ۱۹۲۶      | همدان                                | فارسی باستان                      | [ ۵۰ ] |
| A2Hc           | اردشیر دوم   | ۱۹۴۸      | همدان                                | فارسی باستان                      | [ ۵۱ ] |
| A2Hd           | اردشیر دوم   |           | همدان                                |                                   |        |
| A2Sa           | اردشیر دوم   | ۱۸۴۹–۱۸۵۲ | شوش                                  | فارسی باستان، عیلامی، بابلی       | [ ۵۲ ] |
| A2Sb           | اردشیر دوم   | ۱۸۴۹–۱۸۵۲ | شوش                                  | فارسی باستان، عیلامی، بابلی       | [ ۵۳ ] |
| A2Sc           | اردشیر دوم   | ۱۸۹۰      | شوش                                  | فارسی باستان                      | [ ۵۴ ] |
| A2Sd           | اردشیر دوم   | ۱۸۴۹–۱۸۵۲ | شوش                                  | فارسی باستان، عیلامی، بابلی       | [ ۵۵ ] |
| A3Pa           | اردشیر سوم   | ۱۸۵۱–۱۸۵۴ | تخت جمشید                            | فارسی باستان                      | [ ۵۶ ] |
| A3Pb           | اردشیر سوم   | ۱۹۳۰      | تخت جمشید                            | فارسی باستان، عیلامی، بابلی       | [ ۵۷ ] |

#### در تخت جمشید

##### کتیبه‌های پی‌بنای کاخ آپادانا تخت جمشید
کتیبه‌های پی‌بنای کاخ آپادانایِ تخت جمشید هشت کتیبهٔ باستانی هستند که از دوران زمامداری داریوش بزرگ به جا مانده‌اند. این کتیبه‌ها از زیر ستون‌های کاخ آپادانا در تخت جمشید کشف شده‌اند. چهار کتیبه از این کتیبه‌ها از جنس طلا و چهار کتیبهٔ دیگر از جنس نقره‌اند. بزرگ‌ترین و باشکوه‌ترین کاخ داریوش اول، آپادانا بوده‌است. بنای این کاخ در تاریخ ۵۱۵ پیش از میلاد آغاز شد و تکمیل آن سی سال طول کشید. ساختمان این کاخ بزرگ و باشکوه، کاری ماندنی محسوب می‌شد، به همین سبب داریوش بزرگ فرمان داد تا نام و نشان و ویژگی‌های ایرانشهر (ایران) را بر چهار کتیبهٔ (/خشت) طلایی و چهار کتیبهٔ نقره‌ای، به سه زبان و خط پارسی باستان، بابلی و عیلامی حک کنند و چهار جعبهٔ سنگی که هرکدام ۴۵ سانتی‌متر طول و عرض و ۱۵ سانتی‌متر بلندی داشت، ساختند و در هر جعبه، یک کتیبهٔ طلایی و یک کتیبهٔ نقره‌ای به‌همراه چند سکه، از نوع سکه‌های ایونیه و لودیه و یونان، که در آن روزگار رواج داشت قرار دادند (در سال ۵۱۵ پیش از میلاد هنوز سکهٔ داریوش، موسوم به داریک یا داریوشی، ضرب نشده بود) و در چهار گوشه تالار کاخ، زیر پی دیوار آپادانا، با تخته سنگ‌هایی گران مدفون ساختند.

##### کتیبهٔ پی‌بنای دیوار جنوبی
کتیبه‌های پی‌بنای دیوار جنوبی تخت جمشید بخشی از کتیبه‌های موجود در تخت جمشید هستند که در ضلع جنوبی پارسه قرار دارند. این کتیبه‌ها به‌فرمانِ داریوش بزرگ و هنگامی که درب جنوبی جایگاه آمدوشد به تخت جمشید بود، به مناسبت پی‌بنای کاخ تخت جمشید نوشته شده‌اند. این کتیبه‌ها بر روی تخته‌سنگی در ابعاد ۷۲۰ در ۲۰۵ سانتی‌متر که در جبههٔ جنوبی کار گذاشته‌است، نوشته شده‌است. این کتیبه از چهار قسمت تشکیل شده‌اند که در هر قسمتِ آن کتیبه‌ای به خط میخی کنده شده‌است. دو کتیبهٔ سمت چپ (غربی) به خط و زبان فارسی باستان نوشته شده‌اند. دو کتیبهٔ سمت راست (شرقی) از چپ به راست به‌ترتیب به خط میخی ایلامی و خط میخی بابلی نوشته شده‌اند.

##### کتیبهٔ اردشیر یکم

کتیبهٔ اردشیر یکم در تخت جمشید یکی از چندین کتیبهٔ موجود در تخت جمشید است که از دوران هخامنشیان به جا مانده‌است. این کتیبه نشان می‌دهد که او نیز از پدر خود خشایارشا و نیایش داریوش بزرگ در دین پیروی کرده و پیرو کیش اهورایی بوده‌است.

#### در کاخ آپادانای شوش
در شوش ۱۹ کتیبه از داریوش باقی مانده‌است که مهم‌ترین آن‌ها عبارتند از:
1. کتیبه DSe: در ۵۲ سطر مشتمل بر ۱- مدح اهوره مزدا ۲- معرفی داریوش ۳- نام سرزمین‌های خراج‌گزار ۴- روش حکومت و شرح بعضی از کارهای داریوش ۵- دعا به خود، نوشته شده‌است.[۶۱]
2. کتیبه DSf: در ۵۸ سطر نوشته شده‌است و مشتمل بر ۱- مدح اهوره مزدا ۲- معرفی داریوش و ستایش اهوره مزدا که پادشاهی را به او اعطا کرده‌است. ۳- درباره ساختن کاخ شوش و مواد ساختمانی که در آن به کار رفته‌است. ۴- دعا به خود و پدر و کشورش.[۶۲]

کتیبه‌های دیگر، کتیبه‌های کوچکی هستند و غالباً در معرفی داریوش با یه یادبود بنایی نگاشته شده‌اند.

##### کتیبهٔ داریوش بزرگ

کتیبهٔ داریوش بزرگ در کاخ آپادانای شوش، یکی از الواح ارزشمندی است که متعلق به دوران هخامنشیان می‌باشد. این لوح در یکی از دروازه‌های کاخ آپادانا شوش کشف شده‌است. در سال ۱۹۱۱ (میلادی) ژاک دو مورگان و رولاند دو مکوئنم با حفاری در کاخ آپادانای شوش موفق به این اکتشاف شدند. این لوحهٔ تاریخی که از خاک رس می‌باشد، در موزهٔ لوور نگهداری می‌شود. کتیبهٔ داریوش بزرگ، دارای ابعاد ۴۲ در ۴۲ سانتی‌متر است و قسمتی از آن از بین رفته‌است. کتیبهٔ داریوش بزرگ در کاخ آپادانای شوش به خط پارسی کهن است و یکی از نخستین متون به جا مانده از این پادشاه هخامنشی در آستانه به دست گرفتن قدرت می‌باشد. این کتیبه علاوه‌بر اینکه مجوز و فرمان‌نامهٔ ساخت بنای کاخ آپادانای شوش را بیان کرده‌است، اطلاعات گرانقدری را در مورد داریوش اول و هخامنشیان به باستان‌شناسان ارائه داده‌است.

#### در بیستون
افزون بر این سنگ‌نوشتهٔ معروف و بزرگِ بستون (در ادامه)، ده کتیبه کوچک که هر کدام دارای چند کلمه بیش نیست و در آن نام شورشیان ذکر شده و یک کتیبه ۱۸ سطری که مشتمل بر معرفی داریوش است، در بیستون کشف گردیده است.

##### سنگ‌نوشته بیستون

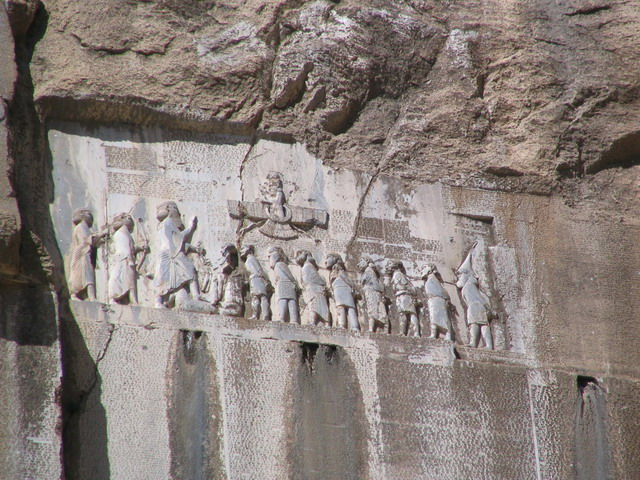

سنگ‌نوشتهٔ بیستون بزرگ‌ترین سنگ‌نوشتهٔ جهان، نخستین متن شناخته شدهٔ ایرانی و از آثار دودمان هخامنشیان (۵۲۰ پ. م) واقع در شهر بیستون در سی کیلومتری شهر کرمانشاه بر دامنهٔ کوه بیستون است. سنگ‌نوشته بیستون یکی از مهم‌ترین و مشهورترین سندهای تاریخ جهان و مهم‌ترین متن تاریخی در زمان هخامنشیان است که شرح پیروزی داریوش بزرگ را بر گوماته مغ و به بند کشیدن یاغیان را نشان می‌دهد. محوطهٔ بیستون از آثار ملی ایران است و خود این اثر هم از سال ۲۰۰۶ یکی از آثار ثبت شدهٔ ایران در میراث جهانی یونسکو است. این سنگ‌نوشته دارای پنج ستون و به سه زبان فارسی باستان، اکدی و عیلامی است.

#### در مصر

##### کانال سوئز

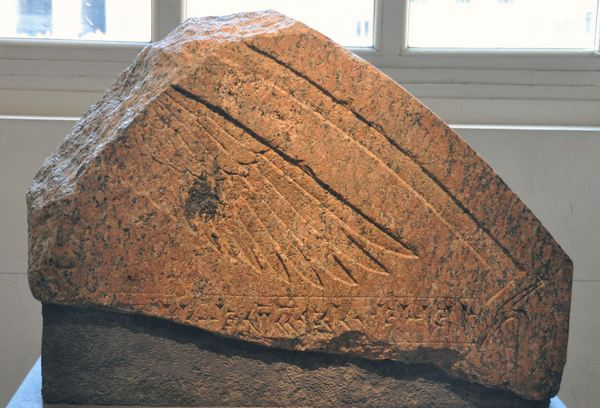
بخشی از سنگ‌نوشته در موزهٔ لوور

کتیبه‌های داریوش بزرگ در سوئز، یادبودهایی بودند که به چهار زبان پارسی باستان، عیلامی، بابلی و مصری نوشته شده بودند و در وادی تملات، برای یادآوری بازکردن کانالی میان رود نیل و دریاچهٔ تلخ بزرگ، نصب شده بودند. بهترین یادبود حفظ‌شده، سنگ یادبودی است از جنس گرانیت صورتی که توسط چارلز دو لیسپس، پسر فردینان دو لیسپس، در ۳۰ کیلومتری سوئز و در سال ۱۸۶۶ کشف شد. این یادبود که با نام سنگ یادبود شالوف نیز شناخته می‌شود، احداث نیای کانال سوئز مدرن توسط ایرانیان را ضبط کرده‌است، کانالی که از طریق وادی تملات، بوباستیس (که به شاخه‌ای از رود نیل متصل است) را به دریاچهٔ تمساح و از آن‌جا با استفاده از راه‌آبه‌ای طبیعی، به دریای سرخ متصل می‌کند. هدف اصلی این کانال، ساختن راهِ کشتیرانی‌ای میان نیل و دریای سرخ و در حقیقت میان مصر و ایران بود.

#### در ترکیه

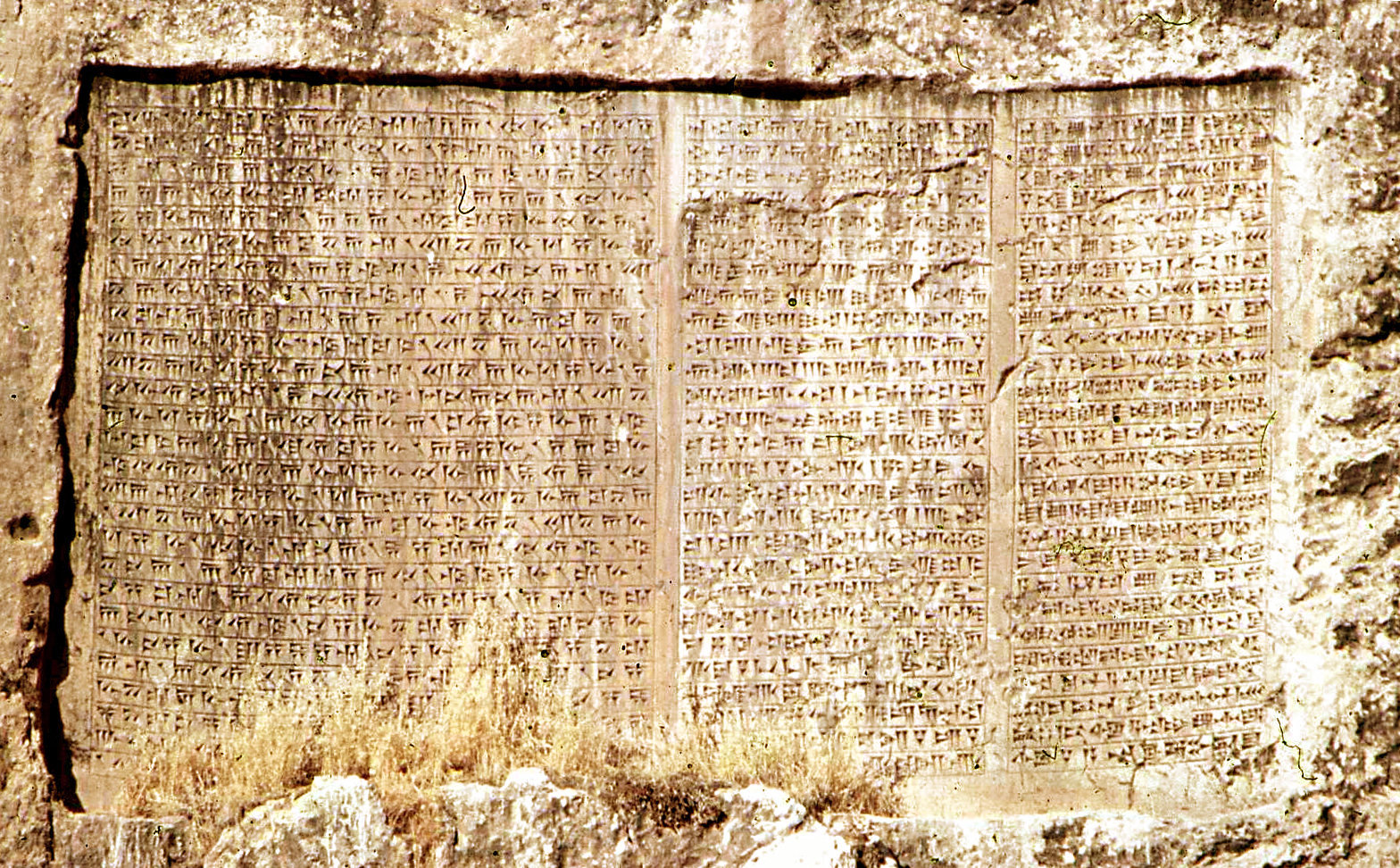

کتیبهٔ سه‌زبانهٔ خشایارشا در نزدیکی دریاچهٔ وان ترکیه، بر فراز صخره‌ای و در ارتفاع ۲۰متری از سطح زمین و در نزدیکی یک قلعه واقع شده‌است. این کتیبه در اصل توسط داریوش بزرگ آماده‌سازی شده‌است اما به‌دلایلی تکمیل نشده و خالی رها شده‌است، اما خشایارشا پسر داریوش بزرگ، در دوران زمامداری خود آن را به سه زبان پارسی باستان، بابلی و عیلامی تکمیل کرده و به یادگار گذاشته‌است. این کتیبه ۲۷ سطر و ۳ ستون دارد و از چپ به راست، به سه زبان پارسی باستان، بابلی و عیلامی نوشته شده‌است. این کتیبه به‌همراه یادمان‌های سوئز، تنها کتیبهٔ شاهنشاهی هخامنشی است که در خارج از مرزهای کنونی ایران قرار دارد.

#### در گنج‌نامه
سنگ‌نوشته‌های گنج‌نامه نوشتارهایی از دوران داریوش و خشایارشای هخامنشی است که بر دل یکی از صخره‌های کوه الوند در فاصله ۵ کیلومتری غرب همدان و در انتهای درهٔ عباس‌آباد حکاکی شده‌است. کتیبه‌ها هر کدام در سه ستون ۲۰ سطری به زبان‌های پارسی باستان، بابلی و عیلامی قدیم نوشته شده‌اند. متن پارسی باستان در سمت چپ هر دو لوح جای گرفته‌است و ۱۱۵ سانتی‌متر پهنا دارد. متن بابلی در وسط هر دو کتیبه نوشته شده و متن عیلامی در ستون سوم قراردارد.
این سنگ‌نوشته مشتمل است بر مدح اَهوره‌مَزدا و معرفی داریوش. تفضلی می‌گوید احتمالاً این کتیبه به دستور خشایارشا نگاشته شده‌است.

#### در بابل

##### استوانهٔ کورش

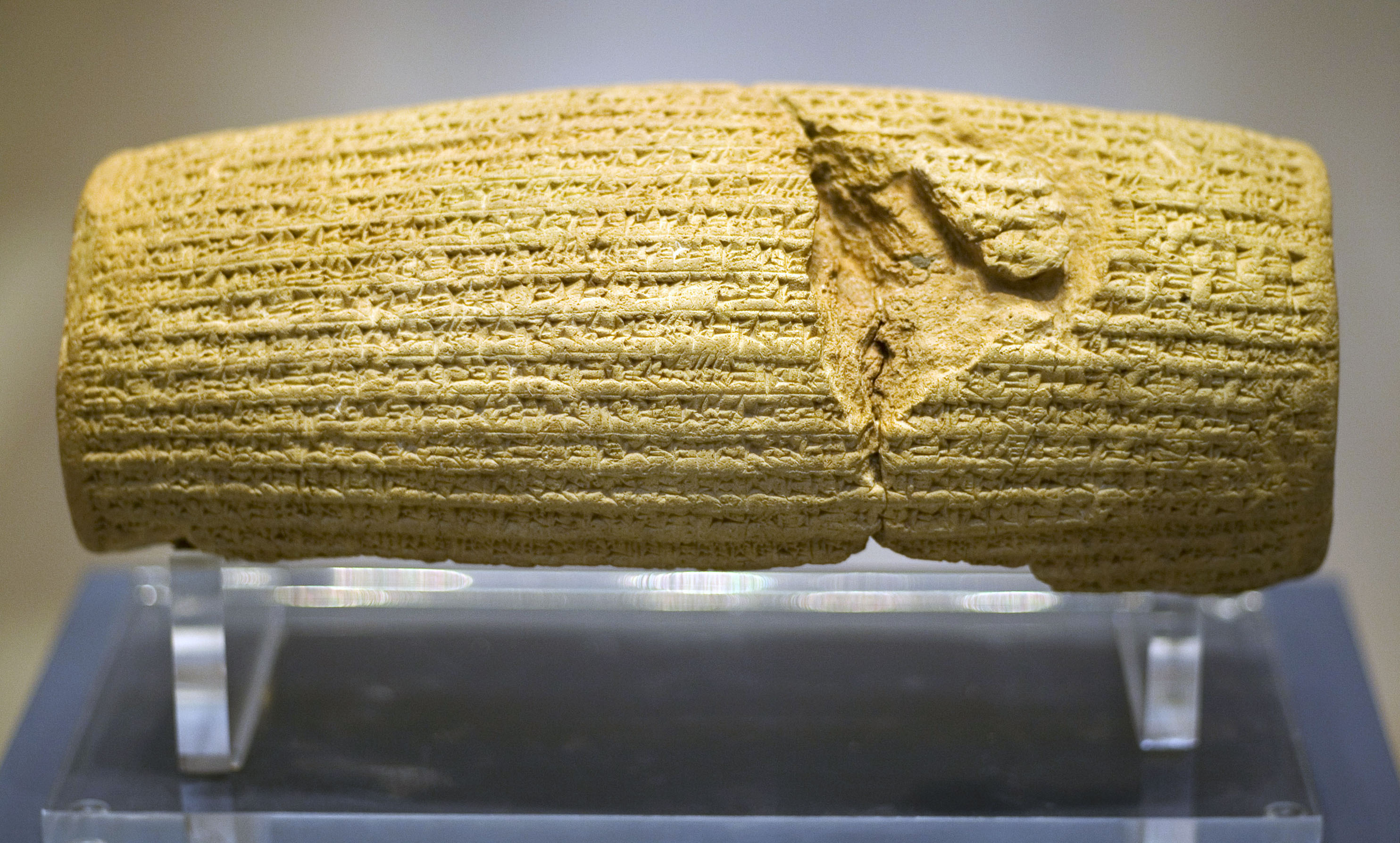

منشور حقوق بشر کوروش یا استوانهٔ کوروش بزرگ لوحی از گل پخته‌است که در سال ۵۳۸ پیش از میلاد به‌فرمان کوروش بزرگ هخامنشی پادشاه و بنیان‌گذار شاهنشاهی هخامنشی نگاشته شده‌است. نیمهٔ نخست این لوح از زبان رویدادنگاران بابلی و نیمهٔ پایانی آن سخنان و دستورهای کورش به زبان و خط میخی اکدی (بابلی نو) نوشته شده‌است. این استوانه در سال ۱۲۵۸ خورشیدی/ ۱۸۷۹ میلادی در نیایشگاه اِسَگیله (معبد مردوک، خدای بزرگ بابلی) در شهرِ باستانیِ بابل پیدا شده و در موزهٔ بریتانیا در شهر لندن نگهداری می‌شود. این منشور یکی از بزرگ‌ترین نشانه‌های روحیهٔ بردباری در فرهنگ ایرانی است.

#### در جزیرهٔ خارک
سنگ‌نوشتهٔ هخامنشی در جزیرهٔ خارک در سال ۱۳۸۶ در پی احداث جاده‌ای در جزیرهٔ خارک کشف شده‌است که به خط میخی ایران باستان و با طول و عرض تقریبی یک متر می‌باشد که بر روی سنگی مرجانی نوشته شده‌است. طبق تاریخ‌گذاری این کتیبه، قدمت آن به ۲۴۰۰ سال پیش و زمان هخامنشیان بازمی‌گردد.

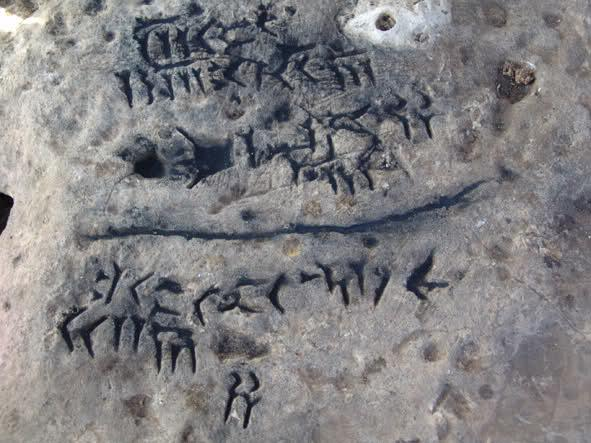
نگارهٔ سنگ‌نوشتهٔ خارک پیش از تخریب آن

## جعلیات
هرچند از همان سدهٔ نوزدهم میلادی برای خاور نزدیک آثار تاریخی جلب می‌شد اما مشخصاً دربارهٔ ایران از دهه ۱۹۳۰ بود که پس از افزایش چشمگیر حفاری‌های غیرقانونی در غربِ این کشور، محصولات ایران به بازار هنر سرازیر شدند. «رونق واقعی جعل» پس از جنگ جهانی دوم تا انقلاب اسلامی اتفاق افتاد. کتیبه‌های جعلی برای افزایش ارزش تاریخیِ اشیاء (که بعضاً برخی اشیاء، خودشان قدیمی بودند) حک می‌شدند. کتیبه‌ها اغلب از روی کتاب‌ها کپی می‌شدند. آن‌ها را می‌توان بر روی لوح‌های فلزی، گِلی و سنگی، اشیاء تصویری، سلاح‌ها، جواهرات و مُهرها یافت. رودیگر اشمیت در مجموع ۲۷ کتیبه جعلی را شناسایی و ثبت کرد.
در سال ۱۹۵۳، رولاند گراب کنت (Roland Grubb Kent)، کتیبه‌های جعلیِ شناخته‌شده را فهرست کرد، نامِ Spurium (مخفف Spur) را به آن‌ها داد و برای آنها یک نمایه (index) تخت عنوانِ «spur. a–h» ارائه کرد. مانفرد مایرهوفر (Manfred Mayrhofer) در سال ۱۹۷۸ (i-k) بر این فهرست افزود. رودیگر اشمیت هم در سال ۲۰۰۷ نام‌های جدیدی به آنها داد: F برای جعلی و N برای ماکت.

## درون‌مایه

### جایگاه خدا و شاه در سنگ‌نوشته‌ها
شاه ایران در کانون نظام شاهنشاهی قرار داشت. خدای بزرگ، اهورامزدا او را برای فرمانروایی بر سرزمین‌ها و اقوام گوناگون بر روی زمین گماشته و به پارس برتری بخشیده بود. هیچ شاهی در پارس بدون این حمایت الهی فرمان نمی‌راند. شاه، آفریدهٔ اهورامزدا و بخشی از آفرینش پربرکت او بود که شادی و نیکبختی را برای تمام نوع بشر تضمین می‌کرد. بنابراین همگان شاه ایران را گرامی داشتند، از او اطاعت می‌کردند و به او خراج (فارسی باستان: باج) می‌پرداختند. شاه، استوارسازنده طرح اهورامزدا برای حفظ نظم کامل جهانی بود که همه کس از آن سود می‌برد. در این طرح شاه و خداوند یکدیگر را تکمیل می‌کردند و هدف یگانه‌ای داشتند.

### انتقادات منفی
رضا مرادی غیاث‌آبادی، محتواهای ستون پنجم سنگ‌نوشتهٔ بیستون که به سرکوب سکاییان پرداخته و ادعا شده که آنان اهورامزدا را نمی‌پرستند و بند پنجم هشتمین سنگ‌نوشتهٔ خشاریارشا در تخت جمشید (XPh) که به تخریب نیایشگاه‌هایِ غیرِ اَهورایی با برچسبِ «دیوکده» اشاره کرده را مَصادیقِ سخت‌گیری‌های مذهبی و ممنوعیتِ ادیان دانسته است. او همچنین با اشاره به «کُشتارها و شکنجه‌ها و مجازات‌های داریوش، مَشروح در» بندِ ۱۹ از ستون یکم تحریر فارسی کتیبهٔ بیستون، بندهای ۱۸ تا ۱۹ ستون یکم تحریر بابلی همین کتیبه و بندهای ۲۰ و ۲۵ تا ۵۰ تحریر بابلیِ همین کتیبه که جزئیات بیشتری از دو تحریرِ فارسی و عیلامی دارد، داریوش را متهم به ستمگری می‌کند.

## تاریخچه پژوهش در زبان فارسی باستان
اولین آشنایی اروپائیان با خطوط میخی در سال ۱۶۱۸ میلادی روی داد یعنی در زمانی که سفرای پادشاه اسپانیا فیلیپ سوم در دربار شاه عباسی اول بنام‌های راهب آنتونیو دو گووه‌آ و دوک دن گارسیا د سیلوا فیگوروا برای اولین بار در اروپا موضوع علائم میخی را که در ویرانه‌های کاخ داریوش بزرگ در تخت‌جمشید پیدا شده بود به اطلاع محققین رساندند. گارسیا یادآور شد که خطوطی را که دیده به‌هیچ‌وجه با خطوط دیگر شباهت نداشته و صور هرمی شکلی است که به طرق مختلف نقش شده‌است.
در سال ۱۶۲۱ پیشاهنگ شرقی‌شناس کشور ایتالیا به نام پیترو دلاواله ویرانه‌های تخت جمشید را توصیف نمود و از پنج علامت خطوط میخی نسخه‌هایی عکس‌برداری، یعنی شبیه‌نویسی کرد. با توجه به سمت و جهت استقرار علائم چنین استنباط نمود که خطوط مزبور باید از چپ به راست خوانده شود. دلاواله علائم میخی را به دقت نسخه‌برداری کرد و جهت خواندن خطوط مزبور را تعیین نمود.
در سال ۱۶۷۴ جهانگرد فرانسوی موسوم به ژان شاردن نسخه‌ای از کتیبه‌های فارسی باستان را به همراه خود به کشور اروپا برد. او به اشتباه تصور می‌کرد که کتیبه‌های مزبور باید مانند هزوارش‌های چینی از بالا به پائین خوانده شود.
کشف رمز خواندن خطوط میخی بعدها به کندی انجام گرفت؛ بدین معنی که برای خواندن کتیبه‌ها لازم بود معنای هر علامت معلوم گردد، در حالی که هنوز زبانی که این خطوط میخی بدان تحریر شده بود و زمان تحریز و ملت منتسب به آن از مسائل مجهول به‌شمار می‌رفت.
در ماه مارس ۱۷۶۵ میلادی، کارستن نیبور مورخ شهیر و نامی، در حین سیر و گردش خویش، چند روزی را هم در تخت‌جمشید گذرانید و از کتیبه‌های معروف و تازه کشف شده نسخه‌برداری دقیق نمود. این اقدام وی گامی بود که به جلو برداشته شد، زیرا تا آن زمان هنوز در اروپا نسخهٔ دقیقی از متون مرتبط به یکدیگر وجود نداشت. کارستن نیبور نظر پیترو دلاواره را مبنی بر اینکه خطوط میخی باید از راست به چپ خوانده شود تائید و تصدیق نمود و علاوه بر آن نیبور به این نکته توجه کرد که کلیهٔ کتیبه‌های تخت‌جمشید در سرستون قرار گرفته یا در روی لوحه‌های جداگانه‌ای منقوش است و این لوحه‌ها هم سه‌گانه بوده‌است. در نتیجهٔ این مشاهدات چنین نتیجه گرفت که کتیبه‌های مزبور با سه نوع خط نوشته شده، ولی متن همهٔ آن‌ها یکی است. خط نوع اول ساده‌تر و الفبایی و مشتمل بر ۴۲ علامت می‌باشد. اثر نی‌بور که در سال ۱۷۷۸ میلادی انتشار یافت در امر آشنایی اروپائیان با خطوط میخی کمک شایانی نمود و مبنا و پایهٔ کشف رمز خواندن خط مزبور قرار گرفت و از اینرو تمام کوشش‌ها در راه مطالعه و تحقیق دربارهٔ خط ساده معطوف و متمرکز گردید.
در سال ۱۷۹۸ م دانشمند آلمانی، گ تیخسن به این نتیجه رسید که خط کج در کتیبه‌های نوع اول جنبه مقسم کلمات را دارد. او بعد از دقت زیاد پی برد که تعداد علائم بین این‌گونه مقسم‌ها، هیچ‌گاه از رقم ده تجاوز نمی‌کند. این مشاهدات سبب شد که تیخسن با نظر نیبور مبنی بر اینکه نوع اول خط الفبایی است و گروه علائم واقع در بین خطوط میخی کج، معرف واژه‌ها و کلمات می‌باشد و هر علامتی نماینده یک حرف است، موافقت کرد. به‌علاوه تیخسن، اینطور فکر می‌کرد که هر سه نوع خط جنبه الفبایی دارد و خود کتیبه‌ها مربوط به پادشاهان پارت و اشکانی می‌باشد، گرچه تمام نظرات «تیخسن» کاملاً منطبق با واقعیت نبود، اما بدون تردید نظر وی در مورد مفهوم و معنای خط کج در کشف خواندن خطوط میخی قدمی بسیار مؤثر بود.
در سال ۱۸۰۲ م ف. مونتر دانمارکی چنین نظر داد که گروه علائمی که زیاد دیده می‌شود، حاوی القاب پادشاهان است و چون این کتیبه‌ها در ایران کشف شده، بنابراین باید چنین حدس زد که به دستور و فرمان پادشاهان ایران نیز حک گردیده است. مقارن همین احوال باستان‌شناسان نیز به نوبه خود اعتراف کردند که کاخ‌های پرسپولیس (مجموعاً) از کاخ‌های هخامنشیان به‌شمار می‌آید و کتیبه‌هایی که روی دیوارهای کاخ را پوشانیده است به دوره‌ای منسوب است که بناهای مزبور ساخته شده‌است. از اینرو مونتر چنین نتیجه گرفت که زبان نوع اول مربوط به زبان ایران باستان و نزدیک به زبان اوستا است. او توجه به قوانین و قواعد زبان اوستایی و مراجعه به خطوط پهلوی و گرجی و ارمنی چهارده علامت از علائم خطوط میخی را خواند، ولی به‌طوری‌که بعداً معلوم گردید، از آن چهارده علامت فقط دو حرف a و b را صحیح خوانده بود. مونتر به این مطلب نیز توجه کرد که در نقش رستم نقوش برجسته مصری‌ها و نوبی‌ها و سایر ملل آفریقایی یعنی کسانی که از اتباع دولت ایران بوده و جز خراجگزار پادشاهان ایران باستان محسوب می‌شدند، کنده شده‌است. طبق منابع و مآخذ یونانی معلوم بود که سرزمین امپراتوری عظیم‌الشان ایران تا قاره آفریقا فقط در دوران سلطه و اقتدار هخامنشیان گسترش داشته‌است. پس مونتر اینطور نتیجه گرفت که کتیبه‌های خط میخی مکشوف در ایران به سه زبان عمده حکومت هخامنشیان تنظیم گردیده و موضوع متن‌های تمام انواع خطوط یکی است. مونتر نظر مهم دیگری نیز ابراز کرد و گفت که امکان دارد بعضی از تغییرات در انتهای گروه علائم (کلمات) تغییرات صرفی و دستوری باشد.
بدین ترتیب اقدامات مربوط به کشف رموز خواندن خط میخی به کندی و تحمل رنج زیاد پیش می‌رفت و تمام نتایج مثبتی که به دست می‌آمد از دایره فرضیه و توهم قدم فراتر نمی‌نهاد. بیش از ۱۰۰ سال گذشت تا فقط ۲ علامت، آنهم از روی حدس شناخته شد. جای تعجب نیست که بسیاری از محققین راه تخیل پیمودند به‌طوری‌که در سال ۱۸۰۲، شخصی بنام لیختن اشتین اعتقاد راسخ داشت که علائم خطوط میخی هر سه نوع از انواع الفبای کوفی است و باید از راست به چپ خوانده شود. او معتقد بود که این خطوط به زبان عربی نوشته شده و به سبک و روش آیات قرآن حاوی آیاتی است. یکی دیگر از معاصرین تیخسن، بنام س. ویته عقیده داشت که اهرام مصر و ویرانه‌های تخت جمشید در طبیعت به وجود آمده‌اند و نتیجه و ثمره پیدایش آتشفشانی است. قبل از آن بعضی دانشمندان می‌کوشیدند تا خطوط میخی را به زبان یونانی بخوانند.
گروتفند ۲۷ ساله به خواندن کتیبه‌های خطوط میخی تخت جمشید پرداخت. اساس کار او به این منوال بود که بعضی از نظریات و افکار پیشینی‌ها را پذیرفت و با ابنی نظر که خط کج، مقسم کلمات است موافقت نمود. همچنین تائید کرد که گروه هفت علامتی که غالباً و مکرراً به چشم می خورد به معنای پادشاه است و کتیبه‌های مزبور متعلق به دوره هخامنشیان می‌باشد و برای تعیین نام واقعی پادشاهان ایران باید به زبان اوستایی متوسل شد و علامتی که بیشتر به چشم می خورد همان حرف «a» می‌باشد. بدیهی است این نظریات باز هم کلاً جنبه فرضیه را داشت، ولی گروتفند از بین کلیه این فرضیه‌ها و نظریه‌ها روش خود را برگزید.

### لاتین
1. ↑  Antonio de Gouvea
2. ↑  don Garcias de Sylva de Figueroa
3. ↑  G. Tychsen
4. ↑  Fr. Munter
5. ↑  Lichtenstein
6. ↑  S. Viteh

## جستار وابسته
- الواح هخامنشی
- کاخ کوروش
- کاخ بردک‌سیاه
- کاخ سنگ سیاه
- کاخ چرخاب
- کاخ جنجان
- تمب بت